# Lange (Western Australia)
Lange ist ein Vorort und Stadtteil von Albany im australischen Bundesstaat Western Australia.
Der Ort liegt im Norden von Albany. 

## Geographie
Lange liegt rund 3,8 Kilometer nördlich der Innenstadt am South Coast Highway.
Im Westen grenzt der Stadtteil an Milpara, im Norden an Walmsley, im Süden an Yakamia, und im Osten an Collingwood Heights.
In Lange liegen die Archibald Menzies Gardens.

## Bevölkerung
Der Ort Lange hatte 2016 eine Bevölkerung von 248 Menschen, davon 44,8 % männlich und 55,2 % weiblich. In Lange wohnen keine Aborigines oder Torres-Strait-Insulaner.
Das durchschnittliche Alter in Lange liegt bei 55 Jahren, 17 Jahre über dem australischen Durchschnitt von 38 Jahren.